# Serge Bernier
Serge Joseph Bernier (Padoue, 29 aprile 1947) è un ex hockeista su ghiaccio canadese.
Nel corso della carriera militò come ala destra nella National Hockey League e nella World Hockey Association.

## Carriera
Bernier giocò a livello giovanile nella Quebec Major Junior Hockey League con i Sorel Éperviers, squadra per cui militò per due stagioni dal 1965 al 1967. In occasione dell'NHL Amateur Draft 1967 fu scelto in quinta posizione assoluta dai Philadelphia Flyers, franchigia nata quell'anno dopo la fine dell'era delle Original Six.
Quell'anno entrò Bernier a far parte dell'organizzazione dei Flyers disputando la stagione in American Hockey League con i Quebec Aces, mentre l'esordio in NHL giunse nel febbraio del 1969. Nella stagione 1970-71 fu il secondo miglior marcatore della squadra alle spalle di Bobby Clarke. Dopo aver disputato 127 partite in NHL e 196 in AHL nel gennaio del 1972 Bernier fu ceduto ai Los Angeles Kings.
Bernier rimase con i Kings fino al termine della stagione 1972-73, prima di approdare nella World Hockey Association firmando con i Quebec Nordiques. Con il passare delle stagioni si impose fra gli attaccanti più prolifici della squadra, arrivando a quota 122 punti nella stagione 1974-75. Prese inoltre parte a 6 All-Star Game e giocando tutte e otto le gare delle Summit Series 1974 contro l'Unione Sovietica.
Sempre con i Nordiques Bernier vinse il primo Avco World Trophy nella stagione 1976-1977, oltre a ricevere il premio di WHA Playoff MVP. Rimase a Québec fino allo scioglimento della lega nel 1979, quando la franchigia fu accettata per entrare a far parte della NHL. Durante l'NHL Expansion Draft 1979 fu uno dei quattro giocatori dei Nordiques non selezionabili dalle altre franchigie.
Nelle due stagioni successive fu limitato dagli infortuni fino all'annuncio del ritiro definitivo nell'estate del 1981.

## Palmarès

### Club
- Avco World Trophy: 1

Québec: 1976-1977

### Individuale
- WHA Playoff MVP: 1

1976-1977
- WHA Second All-Star Team: 1

1974-1975
- WHA All-Star Game: 6

1974, 1975, 1976, 1977, 1978, 1979